# Ошейниковый инка
Ошейниковый инка, или Ошейниковый колибри-инка (лат. Coeligena torquata) — вид птиц семейства колибри.
Длина тела около 11 см, прямой, узкий клюв длиной 33 мм. Окраска оперения самца преимущественно чёрная, на лбу фиолетовое пятно, за глазами маленькое, белое пятнышко. Шея тёмного сине-зелёного цвета. Поверх груди проходит белая полоса. Оперение самки блестяще зелёное. На зелёной шее имеются белые перья. Белая полоса тоньше, чем у самца. Пятно на лбу отсутствует.
Ареал вида охватывает территорию западной Венесуэлы, Колумбии, Эквадора, Перу и Боливии. Колибри населяет влажные андские леса на высоте от 1800 до 3000 метров над уровнем моря.
Ведёт одиночный образ жизни. В поисках корма встречается вблизи эпифитов, чьим нектаром он питается. Гнездо устраивает на камнях.